# GiGi Leung
GiGi Leung Wing Kei (chino tradicional: 梁詠琪; chino: 梁咏琪, pinyin: Liang Yǒngqí, 25 de marzo de 1976) es una actriz y cantante de Hong Kong.

## Biografía
Su nombre verdadero es Leung Pik Chi (梁碧芝), a los 7 años se cambió a la madre por 'Wing Kei', por razones de superstición. GiGi un fue una niña que sufría de ataques de asma frecuentes y se creía que el cambio de nombre traería una mejor salud. Debido a su altura de 176 cm, se ganó el apodo de 'Tall Girl' (chica alta). Ella tiene un hermano gemelo llamado Keith Leung (Leung Wing Chun, 梁咏俊).

## Filmografía

### Los títulos de la versión en Inglés
Mack *Doctor (1995) 
- Full Throttle ( 1995)

Sesenta * Million Dollar Man ( 1995) 
- La primera opción (1996)
- Siento 100% ... Una vez más ( 1996)
- Siente % 100 (1996)
- No somos chicos malos (1997)
- Dios de jugadores 3: La fase inicial ( 1997)
- First Love Unlimited ( 1997)
- Hitman (1998)
- Una historia verdadera mafia ( 1998)
- Miedo a nada: El rey sin empleo (1999)
- Tentadora Corazón ( 1999)
- Aquellos eran los días (2000)
- Marooned ( 2000)
- Una guerra llamado deseo ( 2000)
- La Brasserie (2001)
- El Puño vengativa ( 2001)
- Raíces y Ramas ( 2001)
- Espíritu Choi grasa (2002)
- Poderoso bebé ( 2002)
- Gire a la izquierda, gire a la derecha (2003)

Cielo * Of Love ( 2003) 
Amor * en las rocas (2004) 
Conducir * Miss ricos ( 2004) 
McDull *, los antiguos alumnos (2006) 

### Serie de TV
- LastBreakthrough(2004)

### Programas de variedades
| Año  | Programa   | Notas    |
| ---- | ---------- | -------- |
| 2016 | Happy Camp | invitada |

## Discografía

### En [cantonés [Idioma | cantonés]]
- Breve HairGrown hasta(2006)
- 'Mira (2005)
- [Ente'tein](2004)
- Me gusta Gigi (nuevas canciones + número de aciertos)(2004)

I *Piensa, Yo canto(2003) 
- 'Una cara con ángel (2002)
- ' Yo vivo en el artículo 7A (2002)
- Chica Gfor (2001)
- De repente, este verano(2001)
- Fuegos artificiales'(2000)
- Kiss (nuevas canciones + número de aciertos)(2000)
- 'Good Time (2000)
- 'Hoy (1999)
- II'll Be Loving You(1998)
- ACasa Nueva (1997)
- Love Myself(1996)

### Enmandarín
- Canciones deEl amor por mí mismo(2006)
- Hacia la derecha (nuevas canciones + número de aciertos)(2005)

* Sentido de pertenencia(2004) 
- 'Temporada Mágica (2002)
- 'Transparente (2001)
- 'Amour (2001)
- La mayoría de Gigi Love (nuevas canciones + número de aciertos)(2000)
- 'Fresco (1999)
- ' Gigi Leung (1998)
- LavadoMi Cara (1997)
- 'De pelo corto (1997)

### En Vivo
- Gigi Leung altos ChicaFunny Face Live Concert (2003)
- 903Live (2002)
- GPor Chica en vivo (2002)
- Concierto de Gigi Leung'903 (2000)